# 密纹南鳅
密纹南鳅（学名：Schistura vinciguerrae）为輻鰭魚綱鯉形目條鳅科南鳅属的鱼类，俗名密纹条鳅。分布于缅甸的伊洛瓦底江和萨尔温江以及云南的大盈江和怒江等，本魚體延長，口下位，具觸鬚3對，體色以米黃色為底，從頭部、背部、身體至尾柄處布滿深色斑紋，靠近頭部的斑紋為點狀斑，越往尾柄處斑紋為不規則狀橫紋且寬度逐漸變寬，尾鰭紅色，呈叉形，上下葉有黑色斑點，其餘魚鰭黃色，背鰭軟條12-13枚、臀鰭軟條8枚，體長可達8公分，棲息在水流快速、岩石底質的河川底層水域，生活習性不明。可做為觀賞魚，飼養時水族箱應該有良好的流速和充氧， 提供成堆的大鵝卵石或石板來創造藏身之處。 水族箱底座的其餘部分應具有光滑的圓形鵝卵石和沙子或細粒礫石，並具有相當明亮的照明，可餵食紅蟲、蝦子。该物种的模式产地在缅甸掸邦。

## 扩展阅读
維基物種上的相關：密纹南鳅